# Autoportret (obraz Rafaela)
Autoportret (wł. Autoritratto) – obraz Rafaela namalowany olejem na desce, datowany na 1506, 1508 lub 1509 rok. Znajduje się w zbiorach Galerii Uffizi we Florencji.
Autorstwo obrazu potwierdzono dzięki badaniom w 1983 roku. Według zachowanej dokumentacji obraz miał powstać w Urbino, gdzie urodził się malarz. Obraz jest w złym stanie technicznym, wobec czego dokładna data powstania obrazu nie została ustalona. Początkowo uważano, że obraz jest autoportretem Rafaela z okresu jego młodości, następnie uznano, że dzieło powstało jako kopia autoportretu ze Szkoły Ateńskiej. Na obrazie Rafael odtworzył młodzieńcze i melancholijne rysy twarzy dzięki delikatnym pociągnięciem pędzla. Malarz ma na sobie odzież roboczą (które maja podkreślić dumę ze swojego zawodu), jego fryzura jest zgodna z ówczesnymi modami.
Właścicielami portretu byli Vittoria della Rovere (1652), później kardynał Leopoldo de’Medici (lata 60. XVII wieku). Okoliczności przekazania portretu kardynałowi nie są znane. Prawdopodobnie obraz otrzymał od Vittorii della Rovere, która była jego szwagierką.